# Кондрашенков, Алексей Алексеевич
Алексе́й Алексе́евич Кондрашенков (4 августа 1915, Вяземский уезд, Смоленская губерния — 10 сентября 2005, Смоленск) — советский и российский историк, доктор исторических наук (1968), почётный гражданин города Смоленска.

## Биография
Алексей Кондрашенков родился 4 августа 1915 года в деревне Белый Холм Вяземского уезда Смоленской губернии. Это может быть деревня Белый Холм Городищенской или Шуйской волости Вяземского уезда. Ныне обе деревни не существуют, их территории находится в соответственно в Сафоновском или Новодугинском районе  Смоленской области.
Окончил среднюю школу в начале 1930-х годов. К 1932 году Кондрашенков работал воспитателем и учителем в Евпатории. 
В 1939 году окончил исторический факультет Московского государственного педагогического института имени А. С. Бубнова (впоследствии им. В. И. Ленина), работал в Зауралье. От службы в армии Кондрашенков был освобождён по инвалидности.
С апреля 1941 года член ВКП(б), в 1952 году партия переименована в КПСС.
В годы Великой Отечественной войны он работал директором школы в Башкирской АССР. В 1946 году он стал преподавателем истории СССР в Шадринском государственном педагогическом институте, впоследствии стал заместителем ректора этого ВУЗа.

### В Кургане
Защитив кандидатскую диссертацию на тему: «Крестьянские восстания в Исетской провинции в 60—70-х гг. XVIII века», в 1955 году Кондрашенков стал ректором Курганского педагогического института и занимал эту должность до 1968 года. Читал курс отечественной истории периода феодализма. За время его работы возглавляемый им ВУЗ произвёл 17 выпусков специалистов для школ Кургана и Курганской области. В 1958 году Кондрашенков создал и возглавил Курганское региональное объединение историков-аграрников, целью которого стало исследование закономерностей и особенностей развития сельского хозяйства этого региона.
В 1968 году защитил докторскую диссертацию на тему: «Крестьяне Зауралья во второй половине XVII-XVIII вв.».

### В Смоленске
С 1968 года Кондрашенков являлся ректором Смоленского педагогического института имени Карла Маркса (ныне — Смоленский государственный университет). На этой должности он проработал 18 лет, уйдя с поста ректора в 1986 году. За время руководства этим ВУЗом Кондрашенков смог вывести его в разряд педагогических высших учебных заведений первой категории. Смоленский педагогический институт неоднократно занимал призовые места в социалистических соревнованиях и награждался переходящим Красным Знаменем. Кондрашенков добился строительства нового учебного корпуса, общежития, лабораторий института. Помимо своей ректорской деятельности, Кондрашенков также был председателем Совета ректоров вузов Смоленска, внеся значительный вклад в развитие народного образования в регионе. Также он постоянно преподавал основной курс истории России периода феодализма, занимался краеведческими изысканиями, писал учебные пособия и книги по истории Смоленской области.
В 1970 году Кондрашенков создал и возглавил Смоленское региональное объединение историков и аграрников, затем также создал лабораторию по проблемам формирования диалектно-материалистического мировоззрения студенческой молодёжи и лабораторию по проблемам сельского хозяйства. С 1986 года Кондрашенков был профессором кафедры отечественной истории Смоленского государственного педагогического института.
Кондрашенков является автором восьми книг по истории крестьянства и сельского хозяйства, более 350 статей в региональных и центральных изданиях. При его непосредственном участии было проведено 14 научных конференций, издано 14 сборников научных трудов, защищено 5 кандидатских и 1 докторская диссертации.
Неоднократно избирался в партийные и советские органы, был членом бюро Смоленского горкома КПСС, депутатом Смоленского горсовета.
Алексей Алексеевич Кондрашенков умер 10 сентября 2005 года. Похоронен на Новом кладбище города Смоленска Смоленской области.

## Награды и звания
- Заслуженный деятель науки РСФСР, 4 января 1979 года
- Доктор исторических наук, профессор.
- Орден Трудового Красного Знамени
- Орден Дружбы народов, 2 августа 1985 года[4]
- Медаль «За трудовое отличие»[5]
- Юбилейная медаль «За доблестный труд. В ознаменование 100-летия со дня рождения Владимира Ильича Ленина», 1970 год
- Юбилейная медаль «Тридцать лет Победы в Великой Отечественной войне 1941—1945 гг.»
- Медаль «За доблестный труд в Великой Отечественной войне 1941—1945 гг.»
- Медаль К. Д. Ушинского
- Медаль Н. К. Крупской
- Золотая медаль Нейбауэра (Германия)
- Действительный член Международной академии по изучению национальных меньшинств[2].
- Почётный гражданин города-героя Смоленска», Решение Смоленского городского Совета от 26 апреля 2002 года № 321 за «большой вклад в научно-исследовательскую, просветительскую и организаторскую деятельность по подготовке научных и педагогических кадров, активное участие в общественной жизни города»[2].
- Академик Международной академии национальных меньшинств (Беларусь).
- другие награды.

## Память
10 ноября 2006 года на доме № 13 по улице Октябрьской Революции в Смоленске, где последние годы своей жизни жил Кондрашенков, была открыта мемориальная доска.

## Наиболее известные работы
- Кондрашенков А.А. Очерки истории крестьянских восстаний в Зауралье в XVIII веке. — Курган: газ. «Сов. Зауралье», 1962. — 177 с. — 3000 экз.[6]
- Кондрашенков А.А. Крестьяне Зауралья в XVII-XVIII веках. Ч. 1. — Челябинск: Южн.-Урал. кн. изд., 1966. — 176 с. — 1000 экз.[7]
- Кондрашенков А.А. Крестьяне Зауралья в XVII-XVIII веках. Ч. 2. — Челябинск: Южно-Уральское кн. изд., 1969. — 276 с. — 3000 экз.[8]
- Кондрашенков А.А. Смоленский край в XVI—XVII веках. — Смоленск, 1978. — 88 с. — 1500 экз.[9]
- Кондрашенков А.А. История Смоленской земли с древнейших времен до середины XVII века. — Смоленск: Смол. ГПИ, 1982. — 125 с. — 1000 экз.[10]
- Кондрашенков А.А. Руководство КПСС развитием общеобразовательной школы на современном этапе. — М.: Знание, 1986. — 61 с. — (Новое в жизни, науке, технике. История и политика КПСС», 1986, № 5). — 51 170 экз.[11]
- Кондрашенков А.А. Смоленский край в IX—XIV веках. — Смоленск: СГПИ, 1986. — 80 с. — 1000 экз.[12]
- Кондрашенков А.А. Героическое прошлое Смоленска — города русской славы. — Смоленск: Смол. ГПИ, 1989. — 96 с. — 1000 экз.[13]
- Кондрашенков А.А. Заселение и экономическое освоение Зауралья русскими крестьянами в 17-первой половине 19 веков. — Шадринск: Издательство Шадринского педагогического института, 1997. — 29 с. — ISBN 5-87818-036-7.
- Кондрашенков А.А. Смоленск в исторических судьбах России. — Смоленск: СГПУ, 2002. — 144 с. — ISBN 5-88018-307-6.
- Очерки истории Курганской области / сост.: Курочкин А.М., Кондрашенков А.А.. — Челябинск: Южн.-Уральское кн. изд., 1968. — 479 с. — 10 000 экз.[14]
- Сельское хозяйство и крестьянство Нечернозёмного центра РСФСР в дореволюционный период / Редколлегия А.А. Кондрашенков (отв. ред.) и др.. — Смоленск, 1976. — 147 с. — 1000 экз.[15]
- Вопросы аграрной истории и крестьянства северо-запада РСФСР / Редкол. А.А. Кондрашенков (отв. ред.) и др.. — Смоленск, 1977. — 127 с. — 700 экз.[16]
- Патриотическое и интернациональное воспитание студентов / Отв. ред. Кондрашенков  А.А., Леманн Х.. — Смоленск, 1978. — 115 с. — 1000 экз.[17]
- Сельское хозяйство и крестьянство Нечерноземья в период строительства социализма / Редкол. Кондрашенков А.А. (отв. ред.) и др.. — Смоленск, 1979. — 112 с. — 700 экз.[18]
- Сельское хозяйство и крестьянство Запада и Северо-Запада РСФСР в дореволюционный период / Под  ред. Кондрашенкова А.А. (отв. ред.), Будаева Д.И.. — Смоленск, 1980. — 100 с. — 700 экз.[19]
- Проблемы коммунистического воспитания сельского населения / Под общ. ред. А.А. Кондрашенкова. — Смоленск: СГПИ, 1981. — 160 с. — 1000 экз.[20]
- Землевладение и повинности феодально зависимых крестьян нечернозёмной полосы (XVI — первая половина XIX вв.) / Редкол. А.А. Кондрашенков (отв. ред.) и др.. — Смоленск: СГПИ, 1982. — 132 с. — 1000 экз.[21]
- Личность и общество в условиях совершенствования социализма / Редкол. А.А. Кондрашенков (отв. ред.) и др.. — Смоленск: СГПИ, 1985. — 159 с.[22]
- История крестьянства Западного региона РСФСР / Редкол. А.А. Кондрашенков (отв. ред.) и др.. — Воронеж: Изд-во Воронеж. ун-та, 1991. — 341 с. — 2500 экз.[23]
- 400 лет Смоленской крепости. Заметки ученого. Край Смоленский, 2002, N 7-9.